# Karl August Nerger
Karl August Nerger, né le 25 février 1875 à Rostock et mort le 12 janvier 1947 au camp de prisonniers N°7 de Sachsenhausen, est un officier de marine allemand qui atteint le grade de konteradmiral en fin de carrière.

## Biographie

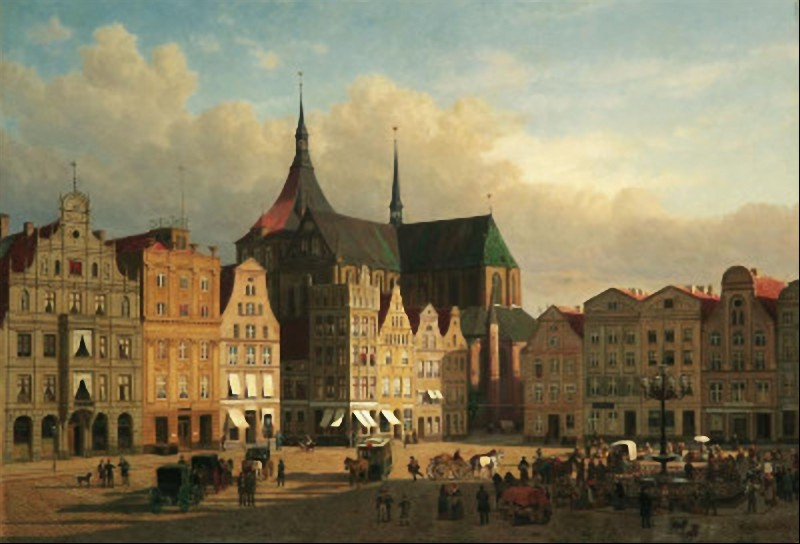
La place du Marché de Rostock en 1883 de Friedrich Jentzen

Nerger est l'aîné des trois fils d'un professeur de gymnasium de Rostock. Il entre en 1893 dans la marine impériale en tant que cadet. Il est nommé premier-lieutenant de vaisseau en 1900, à bord de la canonnière SMS Iltis, pendant la révolte des boxers de 1900-1901 et participe à la bataille des forts de Taku.
Nerger est commandant du croiseur léger SMS Stettin (lancé en 1907) en 1914, qui participe à la bataille d'Héligoland. Il est élevé au grade de korvettenkapitän en 1916 et commande le croiseur auxiliaire SMS Wolf qui croise seul pendant 451 jours dans l'Atlantique, l'Océan Indien et le Pacifique, en menant victorieusement une guerre commerciale, s'emparant de la cargaison, des provisions et du charbon des navires ennemis, tandis que leurs équipages sont faits prisonniers. Au total, il a coulé trente-cinq bateaux de marchandises et deux navires de guerre, représentant un tonnage de 110 000 BRT. Le SMS Wolf parvient à percer le blocus britannique en février 1918 et à regagner le port de Kiel. Nerger est décoré de l'ordre Pour le Mérite en février 1918, pour ses exploits. Il est nommé ensuite commandant des Vorpostenboote (petits croiseurs d'avant-poste chargés de la défense côtière).

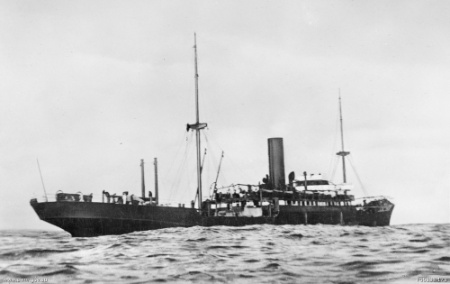
Photographie du SMS Wolf

Karl August Nerger est nommé docteur honoris causa de l'université de Rostock en 1919 et citoyen d'honneur de cette même ville. Un an plus tard, il entre comme cadre aux usines de Siemens-Schukert. Il devient membre du comité de direction à partir de 1929 de Siemens-Schuckert à Berlin. 
Lorsqu'éclate la Seconde Guerre mondiale, Nerger est nommé konteradmiral de la Kriegsmarine, le 29 août 1939. On ne sait s'il a eu un rôle actif pendant la guerre, mais il est fait prisonnier par les Soviétiques, le 15 août 1945 et envoyé au camp de concentration de Sachsenhausen, devenu camp de prisonniers, où il meurt en janvier 1947.
Il était l'époux de Marie Annine Katharine Friedrichsen (1886-1945) dont il eut trois fils et deux filles. Son épouse mourut un mois après son arrestation.

## Décorations
- Croix de fer (1914) de seconde et première classe
- Pour le Mérite (24 février 1918)
- Chevalier de l'ordre militaire de Saint-Henri (25 février 1918)
- Chevalier de l'ordre militaire de Maximilien-Joseph de Bavière (28 mars 1918)